# Sablia bavarica
Sablia bavarica là một loài bướm đêm trong họ Noctuidae.